# Normand Chouinard
Pour les articles homonymes, voir Chouinard.
Normand Chouinard, né à Québec le 21 juin 1948, est un acteur et metteur en scène québécois.

## Biographie
Il est diplômé du Conservatoire d'art dramatique de Québec en 1974.

## Filmographie

### Cinéma
- 1977 : Le soleil se lève en retard
- 1987 : Le Diable à quatre
- 1989 : Trois pommes à côté du sommeil : Lui
- 1991 : Montréal vu par…
- 1992 : Tirelire, combines et cie : le père de Charles
- 1994 : C'était le 12 du 12 et Chili avait les blues : monsieur danse sociale
- 2002 : Séraphin : Un homme et son péché : curé Raudin
- 2004 : Je n'aime que toi : Charles-Henri Breton
- 2004 : Ma vie en cinémascope : Jean Grimaldi
- 2005 : Maurice Richard : Michel Normandin
- 2009 : 5150, Rue des Ormes : Jérôme Bérubé
- 2023 : Le Temps d'un été de Louise Archambault : le maire
- 2024 : Tous toqués! de Manon Briand : le père

### Télévision
- 1976 : Du tac au tac : Gaétan Brouillard
- 1979 : Riel : Nolin
- 1985 - 1989 : Samedi de rire
- 1986 : La Clé des champs
- 1991 : Des fleurs sur la neige
- 1999 - 2001 : Deux frères : Pierre-Marc Hébert
- 2002 : Les Poupées russes : René Geoffrion
- 2002 : Asbestos : Charles Arcand